# Banji
Ne doit pas être confondu avec Banji (Cameroun).
Banji long
Genre
Espèce
Banji est un genre éteint de petits dinosaures  appartenant à la famille des Oviraptoridae, groupe de théropodes à plumes. Il a vécu à la fin du Crétacé supérieur dans ce qui est actuellement la Chine.
L'unique espèce Banji long n'est connue que par un crâne et une mandibule presque complets acquis par les paléontologues chinois auprès d'un collectionneur amateur qui a récolté ce fossile dans le bassin de Hongcheng, près de la ville de Ganzhou.

## Étymologie
Le genre Banji fut décrit par les paléontologues chinois Xing Xu et Feng-Lu Han en 2010. Son nom dérive du chinois ban, qui signifie tacheté et ji, crête, en référence à la crête portant des striations distinctes au niveau du museau. Le nom de l'espèce long signifie dragon en chinois.

## Datation
Banji a été découvert dans les « bancs rouges », déposés en environnement continental de la formation géologique de Nanxiong du bassin de Hongcheng. Ces grès rouges sont datés du Maastrichtien, soit il y a entre 72,2 ± 0,2 et 66,0 Ma (millions d'années). 
Cinq autres genres d'oviraptoridés ont été découverts dans cette formation, : 
- Ganzhousaurus ;
- Huanansaurus ;
- Jiangxisaurus ;
- Nankangia ;
- Tongtianlong.

## Description
Il s'agit d'un petit oviraptoridé caractérisé par une crête osseuse formée par les prémaxillaires et os nasaux et comprenant deux sillons profonds et de nombreuses striations obliques sur chacune des faces latérales de la crête. Les narines externes sont particulièrement allongées et proches des orbites, et le dentaire de la mâchoire inférieure porte également plusieurs rainures dans sa partie postérieure, au niveau de la marge dorsale de l'os. L'anatomie de la mandibule et du palais semble suggérer une position assez basale de ce dinosaure parmi les Oviraptoridae (il s'agirait donc d'un Oviraptoridae plutôt primitif). 

## Paléobiologie
Banji long partageait son habitat avec au moins cinq autres espèces d'oviraptoridés, Ganzhousaurus nankangensis, Huanansaurus ganzhouensis, Nankangia jiangxiensis, Jiangxisaurus ganzhouensis et Tongtianlong limosus. Cette diversité a été probablement rendue possible par une répartition des niches écologiques entre ces espèces.